# Pena de muerte en Cuba

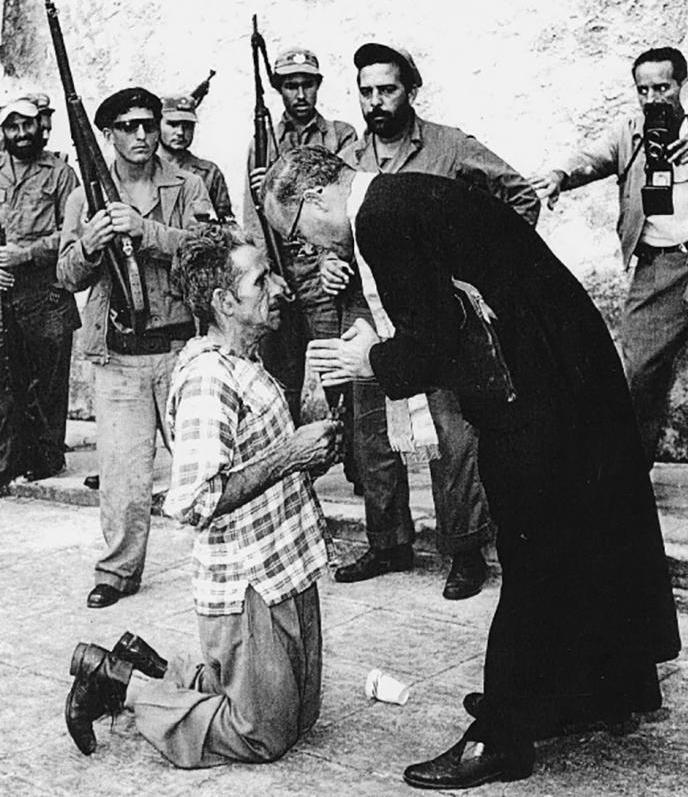
José "Pepe Caliente" Rodríguez, ex cabo del ejército de Fulgencio Batista condenado por el asesinato de dos hermanos, recibe los últimos sacramentos del Padre Domingo Lorenzo en el Castillo de San Severino en Matanzas poco antes de ser fusilado.

La pena de muerte es una pena legal en Cuba. Las últimas ejecuciones fueron  en 2003. La legislación nacional prevé la pena para el homicidio, la amenaza de muerte, violación agravada, terrorismo, secuestro, piratería, narcotráfico, espionaje y traición. El método usual es la ejecución por fusilamiento.

## Período republicano (1902-1958)
La pena de muerte fue objeto de vivas discusiones durante la Asamblea Constituyente de 1901. El consenso obtenido después de dos votaciones y por un solo voto a favor, fue el de permitirla, siendo prohibida solamente para delitos de índole política:

Artículo 14. No podrá imponerse en ningún caso, la pena de muerte por delitos de carácter político, los cuales serán definidos por la Ley.

La constitución cubana de 1940 abolió completamente en su Artículo 25 la pena de muerte, con la sola excepción de los casos de delito militar en circunstancias especiales:

Art. 25- No podrá imponerse la pena de muerte. Se exceptúan los miembros de las Fuerzas Armadas por delitos de carácter militar y las personas culpables de traición o de espionaje en favor del enemigo en tiempo de guerra con nación extranjera.

## Primeros cambios desde la Revolución cubana (1959)
La primera alteración sufrida al régimen legal de la pena capital en Cuba de la constitución del 40 ocurrió al promulgar el entonces recién constituido Gobierno Revolucionario de Cuba, la Ley Fundamental del 7 de febrero de 1959, derogatoria de la Constitución de 1940. En esa oportunidad se modificó esencialmente la aplicación de dicha sanción, al disponer que no podría imponerse la pena de muerte salvo en:

los casos de los miembros de las Fuerzas Armadas, de los cuerpos represivos de la Tiranía, de los grupos auxiliares organizados por ésta, de los grupos armados privadamente organizados para defenderla y de los confidentes, por delitos cometidos en pro de la instauración o defensa de la Tiranía derrocada el 31 de diciembre de 1958 (...) las personas culpables de traición o subversión del orden institucional o de espionaje en favor del enemigo en tiempo de guerra con nación extranjera
Artículo 25 de la Ley Fundamental

### Reglamento n.º 1 del Ejército Rebelde
La Ley Fundamental, en su Disposición Transitoria Adicional Primera mantenía la vigencia de las disposiciones legales y reglamentarias penales, civiles y administrativas promulgadas por el Alto Mando del Ejército Rebelde hasta que se instaurase el Gobierno en Cuba, a consecuencia de ello incorporó al régimen penal el Reglamento No. 1 del Ejército Rebelde de fecha 21 de febrero de 1958, ratificado en cuanto a su vigencia, con la modificación de sus Artículos 1, 2, 7, 8 y 16, por la Ley No. 33 del 29 de enero de 1959.
El modificado Reglamento No. 1 aplicaba la sanción de muerte a los delitos de asesinato, traición, espionaje, violación, homicidio, asalto a mano armada, robo, saqueo, bandolerismo, deserción y otros relacionados con la disciplina militar (Artículos 12 y 13).
El Reglamento No. 1 del Ejército Rebelde, en su Artículo 16 modificado por la Ley No. 33, otorgaba carácter supletorio a las Leyes Penales de la República de Cuba en Armas durante la Guerra de Independencia y al Código de Defensa Social, es decir que incorporaba a la legislación vigente la Ley Penal del 28 de julio de 1896, dictada durante la guerra de 1895. Esta última considera sancionable con la pena de muerte, entre otros, a los delitos de:
1. traición (Artículo 49), cuya calificación está contenida en los quince incisos del Artículo 48
2. la fuga en dirección al enemigo del militar en acción de guerra (Artículo 51)
3. sedición (Artículo 67)
4. desobediencia del militar frente al enemigo, a rebeldes o sediciosos (Artículo 73)
5. malversación de fondos públicos (Artículo 89)
6. agresión armada contra cualquier Autoridad o Funcionario Público o maltrato de obra del militar contra su superior con ocasión del servicio (Artículo 99)
7. parricidio, filicidio y conyugicidio (Artículo 112)
8. homicidio calificado (Artículo 113)
9. homicidio simple cuando no concurran circunstancias atenuantes (Artículo 114)
10. violación o rapto de una mujer (Artículos 120 y 121)
11. robo ejecutado con violencia o intimidación aunque el delito quede en el grado de tentativa o sea frustrado (Artículos 130 y 131)

Es oportuno advertir la evidente discrepancia entre el Artículo 25 de la Ley Fundamental que proscribe la pena de muerte para castigar los delitos comunes perpetrados por personas ajenas al derrocado Gobierno del General Batista y las disposiciones citadas del Reglamento No. 1 del Ejército Rebelde y su supletoria la Ley Penal de 1896, que establecen la pena capital para un cuantioso número de delitos comunes.

Los Artículos 174 y 175 de la Ley Fundamental repiten las disposiciones de la Constitución de 1940 que otorgaban jurisdicción a los Tribunales ordinarios cubanos sobre todos los juicios, causas o negocios con la sola excepción de los originados por delitos militares, y que prohibían la formación de tribunales, comisiones u organismos con el propósito de concederles competencia especial sobre las jurisdicciones atribuidas a los tribunales ordinarios.
La prohibición de constituir tribunales ad-hoc contenida en el citado Artículo 175, fue suspendida por la Disposición Transitoria Adicional Tercera de la misma Ley Fundamental por el término de 90 días contados a partir de su promulgación, respecto de aquellas personas sometidas a la jurisdicción de los Tribunales Revolucionarios:
1. los miembros de las fuerzas armadas, de los grupos represivos del Gobierno del General Batista
2. las personas sujetas a investigación y detenidas por autoridades militares, a quienes se les imputen los delitos cometidos en pro de la instauración y defensa del régimen del General Batista y en contra de la economía nacional o la hacienda pública

### Leyes de reforma constitucional
La jurisdicción de los Tribunales Revolucionarios para conocer las causas mencionadas en la Disposición Transitoria descrita anteriormente, fue prorrogada en 90 días por esta Ley de Reforma Constitucional del 5 de mayo de 1959, contados a partir de su promulgación. Durante los primeros meses de 1959, el gobierno cubano, haciendo uso de la suspensión referida sometió a la jurisdicción especial de los Tribunales Revolucionarios a los individuos acusados de actos de violencia cometidos por orden del régimen de Fulgencio Batista  Según la Comisión Internacional de Juristas el gobierno cubano se vio obligado:

por lo que se denominó la presión pública... a recurrir a juicios públicos que fueron muy criticados, de los cuales el más inusitado fue el que tuvo lugar en un estadio deportivo ante 15,000 espectadores que tomaron una parte activa y vociferante en la vista. En la mayoría de los juicios iniciales, no se pudo escoger libremente al abogado defensor y los militares nombrados por el tribunal no desempeñaron cumplidamente sus funciones para sus clientes (...) la opinión jurídica mundial no consideró apropiados el empleo de tales métodos porque, por grande que sea la indignación causada por las crueldades precedentes, no es posible justificar la falta de consideración por los derechos humanos básicos del acusado
Octubre 1959 Comisión Internacional de Juristas

El Artículo 25 de la Ley Fundamental fue modificado por la Ley de Reforma Constitucional del 29 de junio de 1959, que amplió la pena de muerte para incluir a las personas:

culpables de delitos contrarrevolucionarios así calificados por la Ley y, de aquellos que lesionen la economía nacional o la hacienda pública
Ley de Reforma Constitucional

.

### Ley n.º 425
En la ley n.º 425 del 7 de julio de 1959 se consideran delitos contrarrevolucionarios los comprendidos en los capítulos:
- I Delitos contra la integridad y la estabilidad de la Nación
- III Delitos contra los Poderes del Estado
- IV Disposiciones comunes a los Capítulos Precedentes

Dicha ley modifica los citados acápites del código penal aumentando los límites de las sanciones e imponiendo alternativamente la pena capital para la mayoría de los casos. La ley 425, además, amplía el número de delitos contrarrevolucionarios; sus artículos quinto, sexto y octavo configuran nuevas acciones delictivas, tales como:
- volar sobre el territorio cubano para observarlo con fines contrarrevolucionarios o alarmar a la población
- realizar cualquier agresión contra la economía nacional que signifique riesgo para la vida humana
- asesinar con propósito contrarrevolucionario o su comisión imperfecta

Todas las hipótesis contempladas en los artículos citados están sancionadas con 20 años de privación de la libertad a muerte. La mencionada ley también restablece la pena de muerte para los casos previstos en los Artículos 468-1 y 472-B, Título I Delitos contra la seguridad colectiva del Libro II del Código de Defensa Social, descritos anteriormente.
Esta misma ley suspendió el funcionamiento de los Tribunales Revolucionarios, sometiéndose por tanto al conocimiento de los ordinarios los delitos previstos por el Reglamento n.º 1 del Ejército Rebelde cometidos por militares o civiles al servicio del régimen del General Batista. Sin embargo, la ley 425 no declaró disueltos los Tribunales Revolucionarios, permitiendo al Consejo de Ministros correr traslado a la jurisdicción de dichos tribunales de excepción las causas incoadas o que se incoaren por los delitos comprendidos en la ley mencionada, cuando la defensa de la Revolución lo exigiere.

### Ley n.º 634
La Ley de Reforma Constitucional del 29 de octubre de 1959, modificatoria del Artículo 174 de la Ley Fundamental, restableció el funcionamiento de los Tribunales Revolucionarios para conocer los juicios y causas originadas o que se originen por delitos que la Ley califique como contrarrevolucionarios, ya sean cometidos por civiles o militares. Con el propósito de trasladar a la jurisdicción de los Tribunales Revolucionarios los juicios y causas por los delitos calificados de contrarrevolucionarios que estaban viendo los tribunales ordinarios, se promulgó la Ley n.º 634 del 20 de noviembre de 1959, que declaraba a los primeros como los únicos tribunales competentes para conocer todas las causas y juicios incoados o que se incoaren por los delitos comprendidos en la Ley 425.

### Ejecuciones en 1959

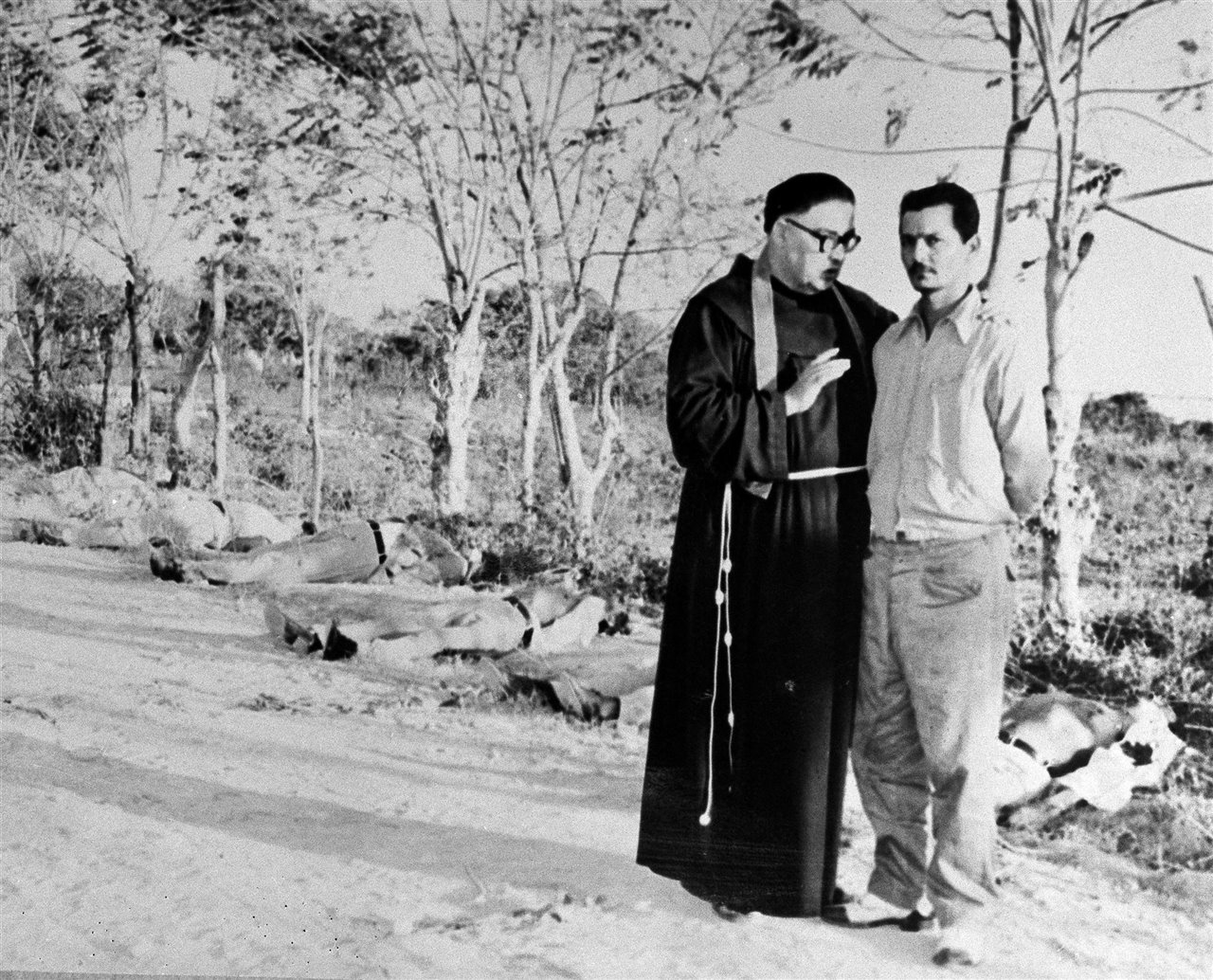
Fusilamiento de Arístidez Díaz en Manzanillo en el oriente Cubano, asistido por el Padre José Luis Sarragoitia Lazpica. Detras los cuerpos de otros recientemente fusilados.

Bajo el amparo de las leyes anteriormente citadas y juzgados por los Tribunales Revolucionarios se calcula que en 1959 se procedió a ejecutar por fusilamiento a 972 personas, de ellas 436 miembros del ejército o policía del régimen de Batista.

## Período 1960 - 1961

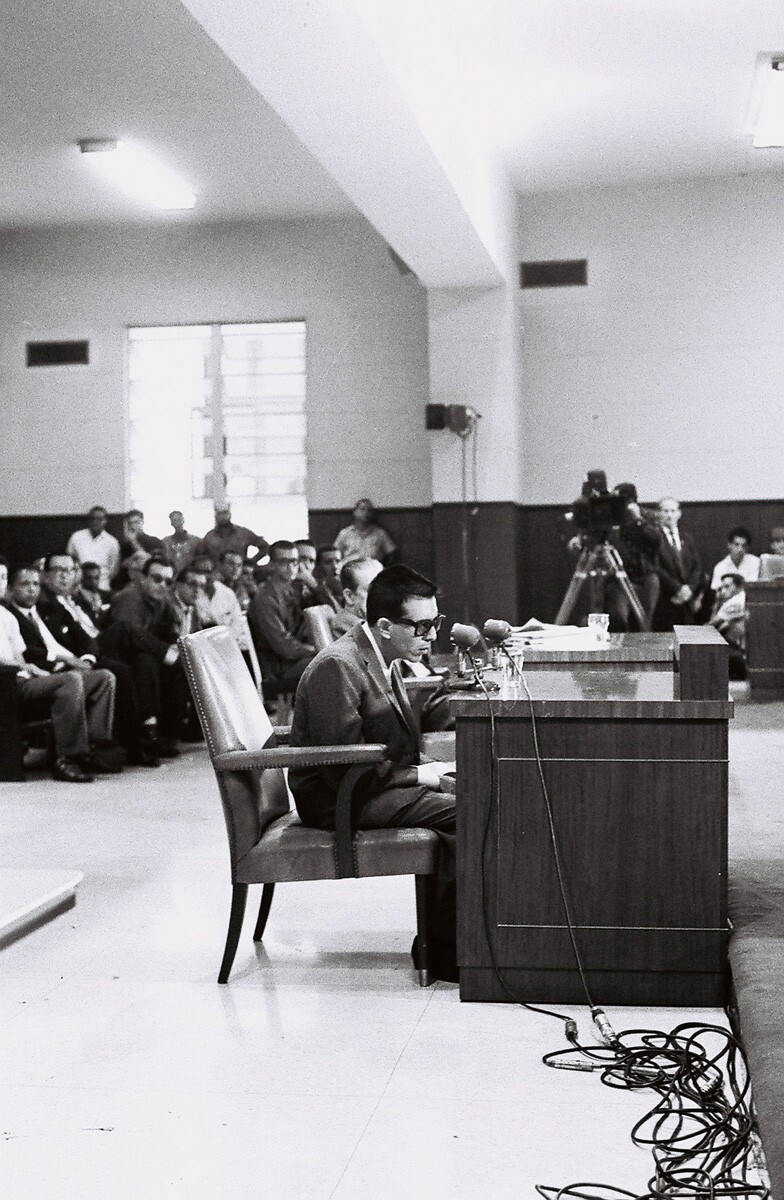
Juicio de Marcos Rodríguez Alfonso en el cual seria condenado a muerte.

Durante estos primeros años de la Revolución cubana se continuaron realizando modificaciones en el código penal debidas al aumento de la persecución de actividades delictivas, entre las principales leyes se encuentran estas 3 referentes a la pena capital en la isla.

### Ley n.º 732
La Ley n.º 732 del 17 de febrero de 1960 extiende la aplicación de la pena de muerte al modificar los Capítulos V Malversación de Caudales Públicos y VI Fraudes y Exacciones Ilegales, Título VIII del libro II del Código de Defensa Social. La citada ley, que califica de contrarrevolucionarios a los delitos comprendidos en los acápites que modifica, sanciona con privación de libertad de 10 a 30 años o muerte a:
1. los funcionarios públicos que se apropiaren de caudales públicos a su cargo (Artículo 420-A)
2. quienes distrajeron de algún modo los caudales públicos puestos a su cargo (Artículo 422-A)
3. aquel que concertare con un proveedor o contratista para defraudar al Erario (Artículo 427-A)

### Ley n.º 923
El Capítulo I Incendio y otros estragos, Título X delitos contra la seguridad colectiva del Libro II del Código de Defensa Social, también ha sido modificado por la Ley 923 del 4 de enero de 1961, incrementándose la sanción a pena de muerte o privación de la libertad de 10 a 30 años, a quien:
1. incendiare edificio público o particular, cualquier vehículo, nave o aeronave con propósitos contrarrevolucionarios (Artículo 465-A)
2. sin la autorización correspondiente incendiare campos de caña, bosques, pastos y cosechas, ingenios, o por cualquier otro acto causare daño en los campos de caña, en las instalaciones industriales o en los bateyes de los ingenios o en los vehículos destinados al acarreo y transporte de la caña (Artículo 465-E)
3. atentare contra las personas o causare daño en las cosas, empleando sustancias o aparatos explosivos u otros medios capaces de producir grandes estragos (Artículo 468)
4. sin autorización legal tuviere materias inflamables o explosivas o cualquier sustancia o artefacto adecuado para producir sabotaje y actos de terrorismo, y a quien sin autorización fabrique, facilite, o venda o transporte, dichos instrumentos y sustancias (Artículos 469 A y B)

Dicha ley sanciona con igual pena a los autores intelectuales o mediatos, cómplices o encubridores de los delitos comprendidos en los mencionados artículos, a pesar de lo dispuesto por el Código de Defensa Social.

### Ley n.º 988
Con posterioridad a la invasión de Bahía de Cochinos se extremaron en la Isla las medidas penales y se promulgó la ley n.º 988 el 29 noviembre de 1961, la cual castiga con la pena de muerte a toda persona vinculada a la realización de actividades contrarrevolucionarias consistentes en asesinatos, actos de sabotaje y destrucción de riquezas nacionales

Mientras por parte del imperialismo norteamericano persista la amenaza de agresión desde el exterior o la promoción de actividades contrarrevolucionarias en el país se sancionará con la pena de muerte a los que de cualquier forma se infiltren o invadan el territorio nacional u organicen o formen parte de un grupo armado,  los responsables de incendios u otros estragos o delitos de asesinato, consumados o imperfectos, cuando sean perpetrados con fines contrarrevolucionarios
Ley n.º 988